# Эспозито, Франческо Пио
Франче́ско Пи́о Эспо́зито (итал. Francesco Pio Esposito; родился 28 июня 2005 года, Кастелламмаре-ди-Стабия, Италия) — итальянский футболист, нападающий клуба «Интернационале».

## Клубная карьера
Эспозито — воспитанник клубов «Брешиа» и «Интернационале».

## Карьера в сборной
Эспозито выступал за сборные Италии до 17, до 18, до 19 и до 20 лет. В июле 2023 года вместе со сборной Италии до 19 лет одержал победу в чемпионате Европы среди юношей до 19 лет.

## Достижения
Сборная Италии (до 19 лет)
- Победитель чемпионата Европы (до 19 лет): 2023